# Lophospermum

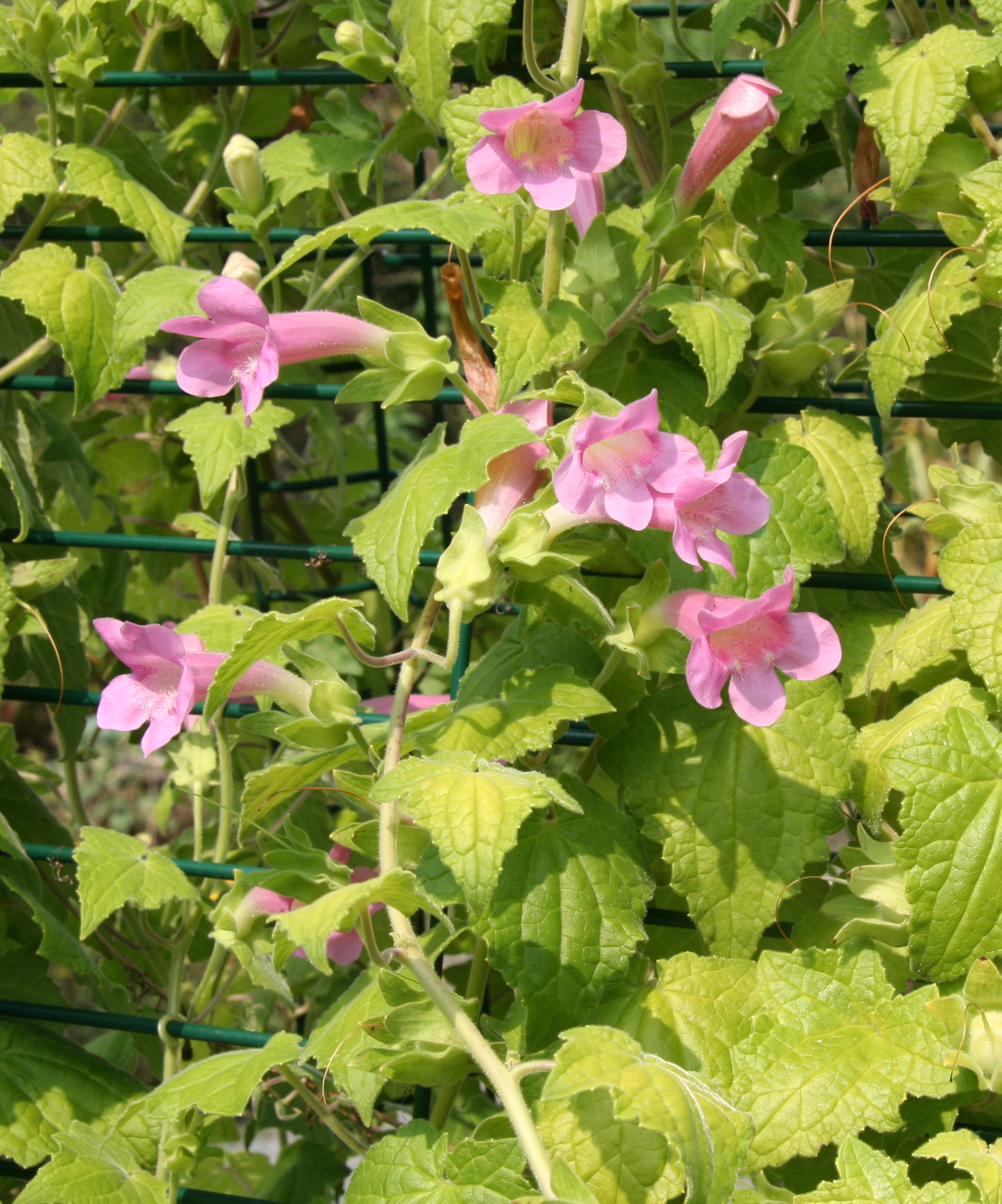
Lophospermum erubescens (cultivar).

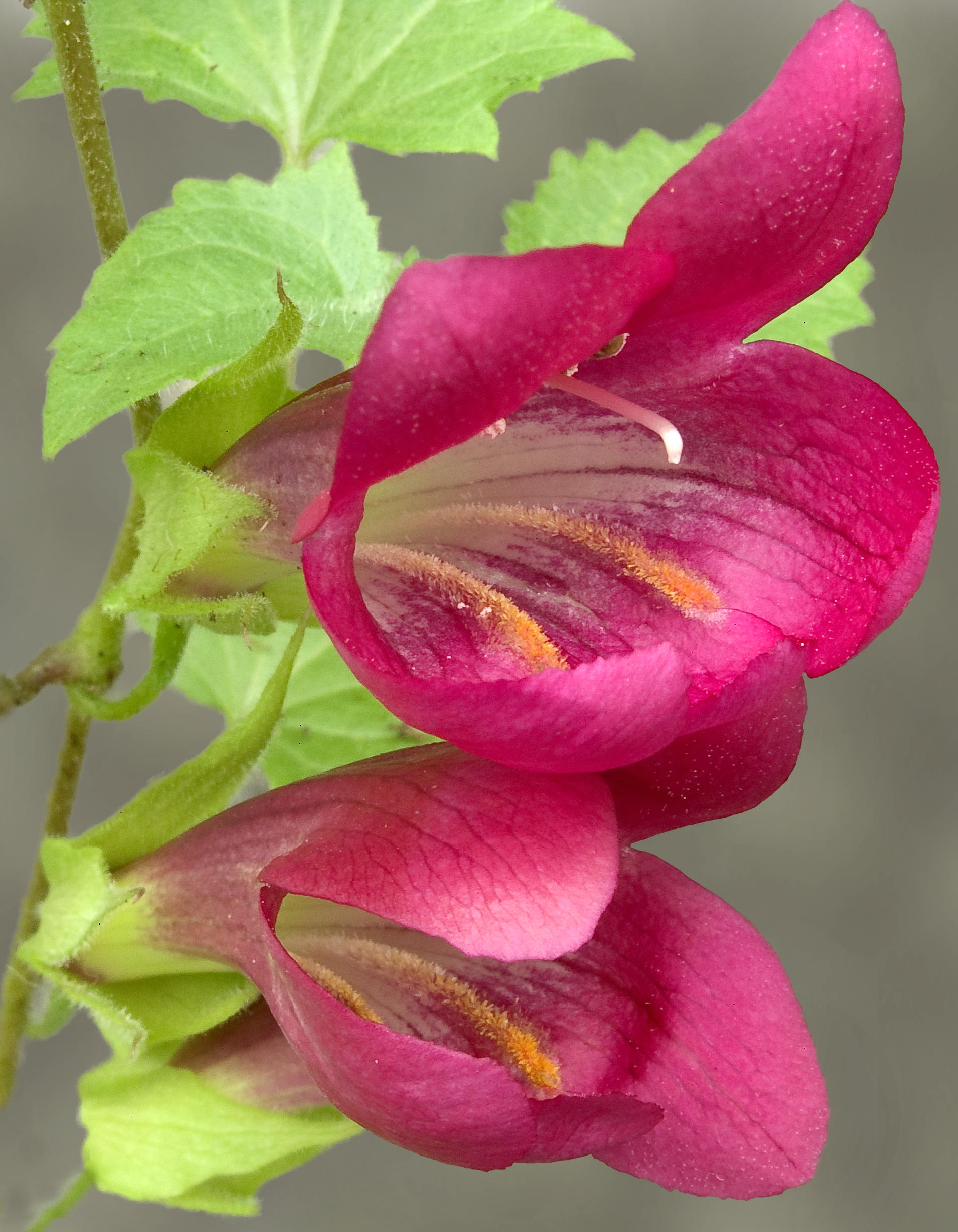
Flores de um cultivar comercial de Lophospermum (provavelmente de Lophospermum scandens).

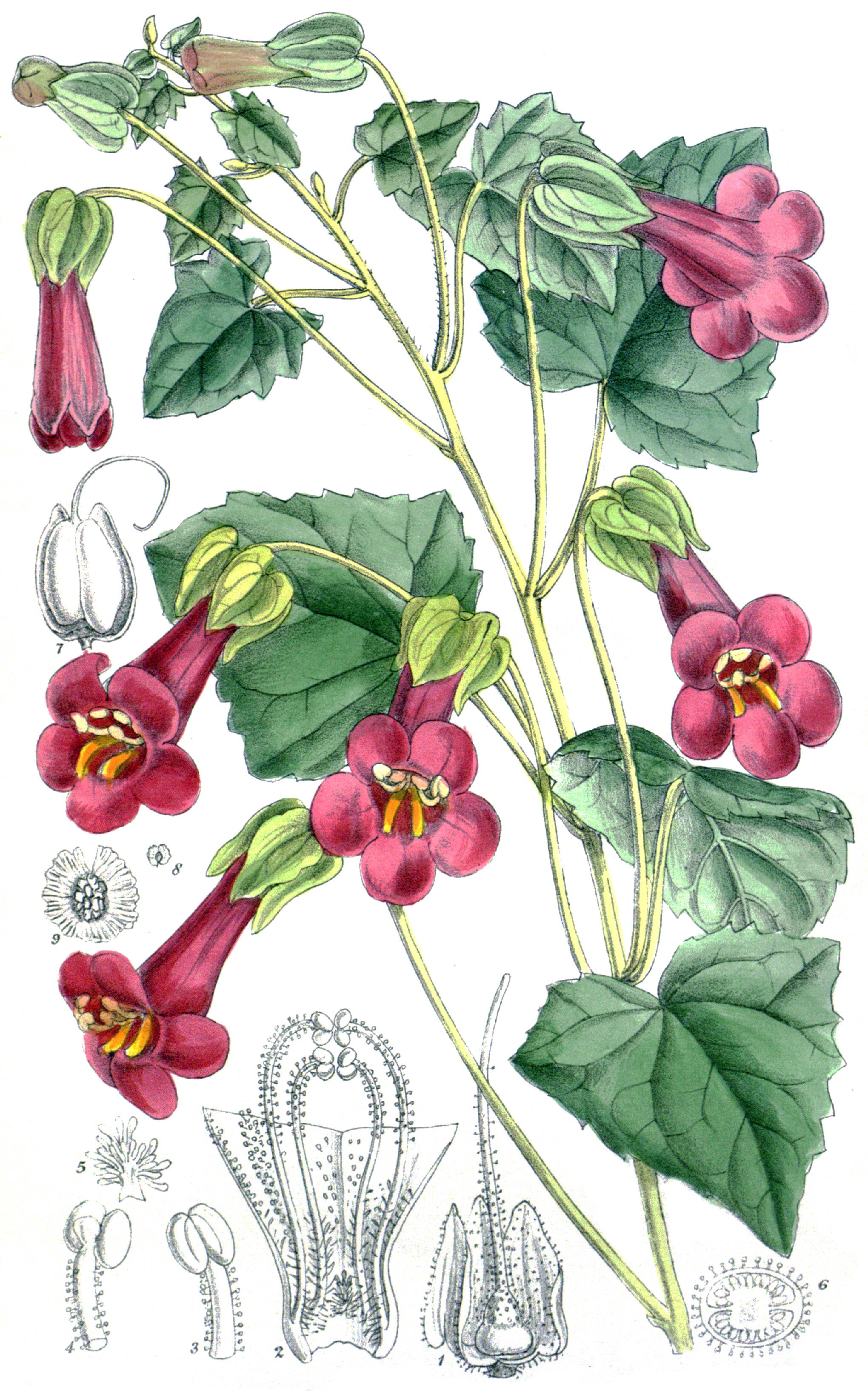
Lophospermum purpusii.

Lophospermum D.Don, 1826 é um género de plantas herbáceas perenes, trepadeiras ou escandentes, pertencente à família Plantaginaceae (anteriormente classificado na família Scrophulariaceae). As flores são tubulares, em tons de vermelho, violeta e roxo, com as flores maiores adaptadas à polinização por beija-flores. As espécies trepadoras utilizam pecíolos de entrelaçamento. O género tem distribuição natural inteiramente neotropical, restrita às montanhas do México e Guatemala, mas algumas espécies estão naturalizadas em diversas regiões subtropicais. A estreita relação filogenética e morfológica com outros géneros, particularmente com Maurandya e Rhodochiton, levou a confusão sobre os nomes de algumas espécies. As espécies Lophospermum erubescens e Lophospermum scandens são cultivadas como plantas ornamentais. Vários cultivares de Lophospermum são comercializados, muitas vezes sob nomes comerciais, como "Lofos®".

## Descrição
As espécies de Lophospermum são herbáceas perenes trepadoras ou escandentes com raízes fibrosas. As espécies trepadeiras ligam-se às árvores e arbustos através de pecíolos de entrelaçamento, não produzindo gavinhas ou caules volúveis. Os caules são longos, ramificados, lenhificando-se progressivamente na base com o envelhecimento da planta.
Em algumas espécies os caules brotam de um cáudice lenhoso, uma estrutura bulbosa alargada na base da haste. As folhas são triangulares ou com o vértice pontiagudo ou em forma de coração (cordiformes), com bordos dentados (crenados ou dentados). Os caules e as folhas apresentam frequentemente uma cor arroxeada.
A maioria das espécies apresenta um período alongado entre o florescimento e a maturidade dos frutos, por exemplo de Abril a Janeiro do ano seguinte no caso de Lophospermum erubescens. As flores são produzidas em pedúnculos florais, que suportam uma única flor, assumindo orientação horizontal ou crescendo verticalmente.
O cálice é constituído por sépalas livres ou algo unidas na base, sobrepondo-se ou curvando para fora, esverdeadas ou de coloração avermelhada ou arroxeada.
As flores apresentam cinco pétalas, em tons de vermelho, violeta ou roxo escuro, soldadas na base para formar um tubo assimétrico. Os lóbulos livres das duas pétalas superiores são diferenciados em relação às três pétalas inferiores: por exemplo, os dois lobos superiores podem curvar para trás e os três inferiores projectar-se para a frente. Existem duas comissuras proeminentes (plicas) que correm ao longo do comprimento da base do tubo floral, usualmente de coloração amarelada com tricomas cujo comprimento ajuda a distinguir as espécies.
As flores apresentam quatro estames férteis, com dois comprimentos diferentes, e um estame infértil. Os estames e os estiletes são mantidos dentro da flor.
O ovário apresenta duas câmaras (lóculos). Após a fecundação, forma-se uma cápsula ovóide ou globosa, com sementes acastanhadas rodeadas por uma "asa" circular.

## Taxonomia
A base de dados taxonómicos The Plant List (em 2014) considera como validamente descritas sete espécies (com base em Tropicos e na World Checklist of Selected Plant Families):
- Lophospermum breedlovei Elisens
- Lophospermum chiapense Elisens
- Lophospermum erubescens D.Don
- Lophospermum purpurascens Elisens
- Lophospermum purpusii (Brandegee) Rothm.
- Lophospermum scandens D.Don
- Lophospermum turneri Elisens

Na monografia sobre o género publicada em 1985 por Wayne J. Elisens, o género Rhodochiton foi incluído como a secção Rhodochiton em Lophospermum:
- Lophospermum atrosanguineum = Rhodochiton atrosanguineum (Zucc.) Rothm.
- Lophospermum hintonii = Rhodochiton hintonii (Elisens) D.A.Sutton
- Lophospermum nubicola = Rhodochiton nubicola (Elisens) D.A.Sutton

O género Lophospermum foi pela primeira vez descrito em Março de 1826 por David Don numa comunicação lida na Linnean Society of London. A sua descrição foi sumariada no mesmo mês no Philosophical Magazine and Journal e subsequentemente publicada em 1827 em Transactions of the Linnean Society. Don descreveuLophospermum como estreitamente aparentado de Antirrhinum e Maurandya, mas distinguindo-se pela suas flores campanuladas (em forma de sino) e pelas sementes aladas. A etimologia do vocábulo Lophospermum deriva de "com sementes com crista", uma alusão ao rebordo formado pela asa. Foram inicialmente descritas duas espécies, Lophospermum scandens e Lophospermum physalodes (sendo esta última presentemente denominada Melasma physalodes).
O género foi integrado na tribo Antirrhineae, sendo no contexto desse nível taxonómico estreitamente aparentado com os géneros Maurandya (incluindo Maurandella), Mabrya e Rhodochiton. Posteriormente foi incluído em Maurandya como a secção Lophospermum. Rhodochiton foi incluído em Lophospermum como a secção Rhodochiton. Os nomes científicos nestes três géneros foram frequentemente confundidos, com, por exemplo, uma imagem aceite por Tropicos como Lophospermum erubescens a apresentar a legenda Maurandya barclaiana (uma grafia variante de Maurandya barclayana).

### Filogenia
Um conjunto de estudos de filogenética molecular demonstrara que a subtribo Maurandyinae, definida por Elisen para integrar os cinco géneros norte-americanos Holmgrenanthe, Lophospermum, Mabrya, Maurandya e Rhodochiton, forma um grupo monofilético aparentado com os géneros paleárticos Cymbalaria e Asarina. Gehebrehiwet et al. sugeriram que Maurandyinae podia ser expandido para incluir Cymbalaria e Asarina. Vargas et al. apresentaram os seguinte cladograma para este grupo de géneros:
| No cladogram specified! | Velho Mundo Novo Mundo |

Vargas et al. concluíram que Antirrhineae evoluiu no Velho Mundo e subsequentemente colonizou a América do Norte mais de uma vez, provavelmente no Mioceno (23 a 5 milhões de anos atrás). Um desses episódios de colonização conduziu à diferenciação de Maurandyinae (no sentido dado por Elisen).

## Distribuição e habitat
As espécies de Lophospermum são nativas das regiões montanhosas do México e da Guatemala, nomeadamente a Sierra Madre Oriental, a Sierra Madre del Sur e a Sierra Madre de Chiapas, bem como do Altiplano e da Cordillera Neovolcánica.
A maioria das espécies apresenta áreas de distribuição natural pequenas e descontínuas. A excepção é a espécie L. erubescens que apresenta uma distribuição alargada nas florestas de carvalhos da Sierra Madre Oriental. A maioria das espécies ocorre geralmente entre os 500 m e os 3000 m de altitude em florestas de carvalho ou de pinheiros e carvalhos ou em florestas tropicais decíduas (L. purpusii). L. scandens cresce sobre escoadas lávicas recentes.
Lophospermum erubescens está naturalizado em várias regiões de clima tropical e subtropical, incluindo na Colômbia, Venezuela, Jamaica e Hawaii, bem como na Austrália (New South Wales e Queensland) e nos Açores.

## Ecologia
Sabe-se que Lophospermum erubescens e L. scandens são polinizados por beija-flores. As espécies polinizadas por aquelas aves apresentam tipicamente coloração floral entre o amarelo e o vermelho, com tubos florais longos e com abertura franca para o exterior, com até 63 mm de comprimento em L. erubescens. Os polinizadores das restantes espécies são desconhecidos, mas Elisens sugere, com base na coloração e na morfologia florais, que L. purpusii é também polinizda por beija-flores, enquanto as espécies L. breedlovei, L. chiapense, L. purpurascens e L. turneri aparentam ser polinizadas por abelhas, pois apresentam flores com morfologia diferente, com plataformas de pouso e tubos florais com aberturas estreitas. A composição do néctar de L. purpusii é similar à do néctar das flores polinizadas por beija-flores, enquanto em L. turneri a composição é muito diferente, com uma proporção de sucrose muito mais elevada.

## Cultivo

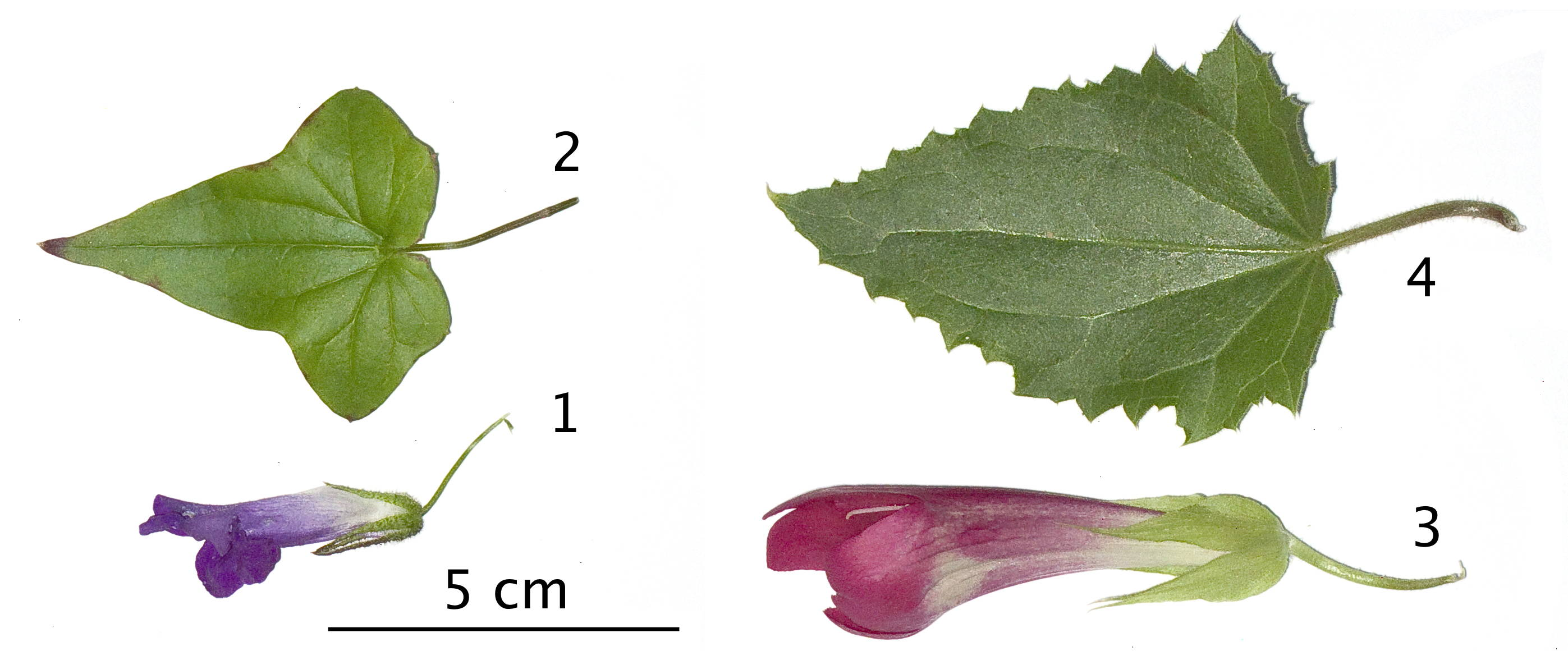
Comparação de Lophospermum scandens com Maurandya barclayana:
1 A flor de Maurandya é mais curta e com sépalas mais estreitas;
2 A folha de Maurandya é lisa e com margens inteiras (não dentadas);
3 A flor de Lophospermum é mais longa e com sépalas mais largas;
4 A folha de Lophospermum é pilosa e com margens dentadas.

Lophospermum erubescens é cultivada como planta ornamental trepadora desde o século XIX. Joseph Paxton descreveu o seu cultivo em 1836, descrevendo-a como "uma excelente trepadeira que merece ser cultivada por todos os amantes de plantas".
Entre as espécies cultivadas estão incluídas L. purpusii e L. scandens. Alguns cultivares de Lophospermum são comercializadas no mercado internacional: Suntory Flowers (uma divisão da empresa japonesa Suntory) introduziu diversas variedades sob o nome comercial "Lofos®", com designações comerciais como 'Compact White', 'Compact Pink', 'Wine Red' (='Sunasaro') e 'Summer Cream' (='Sunasashiro').
Os cultivares sujeitos a registo no US Plant Patents são descritos como originários do híbrido Lophospermum scandens × L. erubescens, um híbrido conhecido desde a década de 1840.
Como atrás apontado, algumas espécies de Lophospermum foram em tempos incluídas no género Maurandya e os dois géneros são frequentemente confundidos, particularmente quando em cultura. Por examplo, o cultivar Lophospermum 'Magic Dragon' (um cruzamento entre Lophospermum 'Red Dragon' e L. erubescens) foi patenteado sob o nome genérico Maurandya. As espécies cultivadas de Lophospermum apresentam flores mais longas do que as de Maurandya e folhas com margens dentadas em vez de inteiras. Os cultivares da firma Suntory foram patenteados sob o nome genérico Asarina, no presente considerado um géneros mono-específico europeu.
As plantas deste género podem ser cultivadas a partir de sementes e tratadas como se fossem espécies anuais. Em climas livres de geadas, ou quando as raízes podem ser protegidas da congelação, as plantas podem ser cultivadas como perenes, regenerando da base após o inverno. Algumas formas e cultivares podem ser multiplicados por estaca.